# تدخل إنساني
عُرف مصطلح التدخل الإنساني أنه استخدام دولة ما للقوة العسكرية ضد دولة أخرى بهدف إنهاء انتهاكات حقوق الإنسان في تلك الدولة المستهدفة. قد يكون هذا التعريف ضيقًا إلى حدٍّ ما؛ إذ أنه يستثني الأشكال غير العسكرية للتدخل مثل المساعدات الإنسانية وفرض العقوبات الدولية، وفي سياق هذا الفهم الواسع يجب أن يتغير مفهوم التدخل الإنساني ليشمل... الوسائل غير المعتمدة على القوة، خصوصًا التدخل الذي لا يستخدم القوة العسكرية لتخفيف المعاناة البشرية واسعة النطاق ضمن حدود دولة مستقلة ما.
لا يوجد معيار واحد أو تعريف قانوني للتدخل الإنساني؛ إذ عادةً ما يؤثر التحليل (مثل الحقوق والأخلاق والسياسة) على التعريف الذي يتم اختياره. يتضمن الاختلاف في التعريف حالات مختلفة كعدم موافقة الدولة المستهدفة، أو إذا كان التدخل الإنساني محصورًا بالعقوبات، أو محصورًا في الحالات المسبوقة بتفويض صريح من مجلس الأمن التابع للأمم المتحدة، بالرغم من ذلك كله يوجد إجماع عام على عدد من الصفات الأساسية للتدخل الإنساني:
1. يشمل التدخل الإنساني التهديد باستخدام القوة العسكرية، واستخدامها كصفة أساسية مميزة.
2. يعتبر تدخلًا لأنه يتضمن التدخل في الشؤون الداخلية لدولة ما، من خلال إرسال قوى عسكرية إلى أراضي دولة مستقلة أو مجالها الجوي دون قيام هذه الدولة بأي نشاط عدواني ضد الدولة الأخرى المسؤولة عن التدخل.
3. يكون هذا التدخل الإنساني ردًا على مواقف لا تمثل بالضرورة خطرًا مباشرًا على المصالح الاستراتيجية للدولة المتدخلة، إنما يكون الدافع الإنساني هو الأساس وراء القيام بهذا التدخل.

يعود المفهوم التقليدي للتدخل الإنساني في القانون الدولي إلى هوغو غروتيوس والسياسة الأوروبية في القرن السابع عشر. بقي موضوع التدخل الإنساني مسألة مثيرة للاهتمام في مجال السياسة الخارجية، خصوصًا منذ تدخل حلف شمال الأطلسي (الناتو) في كوسوفو عام 1999، فقد أكد هذا التدخل على النزاع بين مبدأ السيادة الدولية -وهو ركيزة أساسية في نظام الأمم المتحدة والقانون الدولي- من جهة، وبين الأعراف الدولية المتجددة والمتعلقة بحقوق الإنسان واستخدام القوة من جهة أخرى. إضافة إلى ذلك، أثار مفهوم التدخل الإنساني كثيرًا من الجدالات التجريبية والمعيارية حول قانونيته وأخلاقيات استخدام القوة العسكرية استجابة لانتهاكات حقوق الإنسان، ومتى يجب القيام بهذا التدخل، ومن يحق له التدخل، والفائدة الملموسة التي سيفضي إليها.
يمثل التدخل الإنساني بالنسبة لمناصريه نشاطًا في غاية الأهمية في وجه انتهاكات حقوق الإنسان وتفضيلها عن حقوق سيادة الدول، أما بالنسبة للمعارضين، فيُنظر إلى التدخل الإنساني بصفته ذريعة للتدخل العسكري الذي يفتقر غالبًا إلى تبرير قانوني، إضافة إلى كونه يطبق بشكل انتقائي ولا يؤدي إلى نتائج فعالة.
أدى الاستخدام المتكرر للتدخل الإنساني بعد نهاية الحرب الباردة إلى إعطاء انطباع للكثيرين بأنه نمط جديد من التدخل العسكري الإنساني، بدأ بالظهور والانتشار في مجالات السياسة الدولية. بالرغم من أن البعض يجادل الآن أنّ أحداث 11 سبتمبر 2001 أوصلت حقبة التدخل الإنساني إلى نهايتها، فقد قدم البروفيسور جيمس باتيسون حجة مضادة مفادها أن تدخل حلف الناتو في ليبيا عام 2011 يكسر هذه الفكرة السائدة. 

## الأرضية القانونية
يعتبر التدخل الإنساني مفهومًا قد يسمح باستعمال القوة في مواقف لا يمكن لمجلس الأمن التابع للأمم المتحدة أن يصدر فيها قرارًا تحت البند التاسع من اتفاقية الأمم المتحدة، إما بسبب استخدام حق النقض «الفيتو» من قبل عضو دائم، أو بسبب عدم الحصول على 9 أصوات بالموافقة، يسمح الفصل التاسع لمجلس الأمن باتخاذ القرار في الحالات التي يحدث فيها «تهديد للسلام، أو اختراق له، أو تصرف عدواني»، إلا أن أي قرار يصل إلى حيز التنفيذ يجب أن يكون مدعومًا من قبل الأعضاء الـ 5 الدائمين في مجلس الأمن «أو على الأقل ألا يقوم أي من هؤلاء الأعضاء باستخدام الفيتو ضده».
تم اللجوء إلى مفهوم «الحق» في الحصول على التدخل الإنساني للمرة الأولى في سياق ما بعد الحرب الباردة عام 1990، من قبل مبعوثي المملكة المتحدة بعد فشل روسيا والصين في دعم إقرار منطقة حظر جوي فوق العراق، لذلك وبالإضافة إلى المهمات الإنسانية فقد صُمم هذا المبدأ للالتفاف حول مجلس الأمن من خلال اللجوء إلى هذا الحق، إلا أن منتقدي هذا المبدأ يرتكزون في حججهم على المفهوم الوستفالي للقانون الدولي، والذي ينص على سيادة الأمم وحقها في التصرف بحرية ضمن حدودها الخاصة، هذا الحق محفوظ في ميثاق الأمم المتحدة عام 1945، إذ يُذكر في المادة  2أن «لا شيء يمكن أن يبرر التدخل في الشؤون المحددة ضمن نطاق السيطرة المحلية لأي دولة».
بالتالي وبما أن كلًّا من مناصري ومناهضي التدخل الإنساني يملك الأرضية القانونية في ظل ميثاق الأمم المتحدة، لا يزال هناك جدل واسع فيما إذا كانت الأفضلية لمبدأ سيادة الأمم أو للأسباب الإنسانية، كما أن الأمم المتحدة شاركت بشكل مستمر في المسائل المتعلقة بالتدخل الإنساني، وذلك مع تدخل الأمم المتحدة في عدد متزايد من النزاعات ضمن حدود عدد من الدول.

## النُهُج الحالية للتدخل الإنساني

### تدخل إنساني عملي
كانت الإبادة الجماعية المعيار الأكثر شهرة للتدخل الإنساني بعد الحرب العالمية الثانية. عُرِّف المصطلح على أنه أفعال «تُرتكب بقصد التدمير الكلي أو الجزئي لمجموعة إثنية، أو عرقية، أو دينية قومية»؛ وذلك وفقًا لاتفاقية عام 1948 بشأن منع الإبادة الجماعية والمعاقبة عليها، ولكن هذا المعيار تعرض للطعن على الرغم من ذلك. شكل تطبيق المجتمع الدولي لمعيار الإبادة الجماعية للاضطلاع بالتدخل الإنساني احتمالًا كبيرًا كان سيؤدي إلى التأخر في إجراء تدخل ذي مغزى هدفه منع القتل الجماعي في البلد المعني.
إن هذين المعيارين المعروفين للتدخل الإنساني لا يحلان مقايضات الدول بين المسؤوليات الأخلاقية والتكاليف المحتملة. يمكن للتدخل بدون خطة عملية واستراتيجية قابلة للتطبيق أن يهدد أيضًا التزام الدول تجاه شعوبها. يجب أن يؤخذ في عين الاعتبار أيضًا أن التدخل الإنساني في بعض الأحيان لا يؤدي إلا إلى فوضى مفتوحة في البلاد دون إحراز تقدم ملموس.

### التدخلات المصرح بها
اتسع نطاق الفهم لما يشكل تهديدًا للسلام الدولي بشكل جذري منذ تسعينيات القرن الماضي ليشمل قضايا مثل النزوح الجماعي؛ إذ أذن مجلس الأمن التابع للأمم المتحدة استخدام القوة في المواقف التي كانت تنظر إليها دول عديدة في السابق على أنها نزاعات «داخلية».

## آراء الدول
لم يكن مبدأ التدخلات الإنسانية مقبولًا عمومًا. رفضت الدول التي بلغ عددها 133، والتي شكلت مجموعة سبع وسبعين مع الصين بشكل صريح ما يُدعى «حق» التدخل الإنساني في أبريل عام 2000؛ والذي ليس له أساس قانوني في ميثاق الأمم المتحدة أو في المبادئ العامة للقانون الدولي. تدافع المملكة المتحدة وبلجيكا فقط حتى الآن وبشكل واضح عن شرعية التدخلات الإنسانية.

## النقد
وُجِّهت انتقادات عديدة ضد التدخل الإنساني. لم تناقش الهيئات الحكومية الدولية وتقارير اللجان المكونة من أشخاص مرتبطين بمهن حكومية ودولية كثيرًا الانتقائية المشوهة للجغرافيا السياسية وراء التدخل الإنساني، أو الدوافع الخفية المحتملة للأطراف المتدخلة. يجب على المرء عادةً أن يلجأ إلى وجهات نظر المجتمع المدني للعثور على انتقادات واضحة أكثر، ولاسيما تلك التي تبناها باحثون مستقلون يستفيدون من الحرية الأكاديمية.
يجادل البعض بأن التدخل الإنساني هو مظهر حديث من مظاهر الاستعمار الغربي في القرن التاسع عشر. لا يحكم حزب واحد أو كيان واحد مواضيع مثل هذا التدخل، إذ يحكمها أيضًا مزيج من المؤسسات المحلية والمنظمات غير الحكومية والمتدخلين أنفسهم. يُعد عمل آن أورفورد مساهمة كبيرة تتبع هذه المبادئ، إذ يوضح هذا العمل المدى الذي يمكن أن تُعزى مخاطر الحاضر للمجتمعات التي تعاني من كوارث إنسانية بشكل مباشر إلى إرث الحكم الاستعماري. تُفرض مجموعة من القيود الرأسمالية على مجتمع محطم باسم إعادة الإعمار، مما يضعف حقه في تقرير المصير ويمنع قيادته من تبني نهج للتنمية يفيد شعب البلد بدلاً من إسعاد المستثمرين الأجانب. تجسد جوهر موقف أورفورد أن «الروايات القانونية» التي تبرر التدخل الإنساني كان لها الأثر الأساسي في الحفاظ على «الوضع الراهن الظالم والاستغلالي».
يجادل آخرون بأن الدول المهيمنة، وخاصة الولايات المتحدة وشركائها في التحالف، تستخدم الذرائع الإنسانية للسعي وراء أهداف جيوسياسية غير مقبولة، والتهرب من قاعدة عدم التدخل والمحظورات القانونية على استخدام القوة الدولية. يقف نعوم تشومسكي وطارق علي في مقدمة هذا الصف، وينظران إلى المهن ذات الدوافع الإنسانية بشك عميق. يجادلون أيضًا بأن الولايات المتحدة واصلت العمل مع مراعاة مصالحها الخاصة، وكان التغيير الوحيد هو أن النزعة الإنسانية أصبحت أيديولوجية تضفي الشرعية على الهيمنة الأمريكية في عالم ما بعد الحرب الباردة. يجادل علي على وجه الخصوص بأن تدخل الناتو في كوسوفو حدث بشكل كبير لتعزيز مصداقية الناتو. يُستخدم تعبير تشومسكي عن «فائضنا في البر والإحسان النزيه» غالبًا لوصف تدخل كينيدي في جنوب فيتنام، والذي امتد إلى الهند الصينية بأكملها. يؤكد أيضًا أن قائد «التدخل الإنساني» المرتقب يجب أن يتمسك بعدة مؤهلات. يتمثل المؤهل الأول بأن القائد يجب أن يعمل كوكيل أخلاقي لا يضاعف من خطر ثقافة النخبة، ويجب أن تكون فعالية التدخل على السكان المستهدفين، ويجب أن يكون الناس هم الوكلاء الأخلاقيون القائمين بالجهود الإنسانية.
يوجد نوع ثالث من النقد يركز على الطبيعة المتناقضة والقائمة على الأحداث لمعظم السياسات المتعلقة بالتدخل الإنساني. يجادل هؤلاء النقاد بأن هناك ميلًا لاستحضار المفهوم في خضم الأحداث، مما يعطي مظهر الملاءمة لمشاهدي التلفزيون الغربي، ولكن هذا الميل يتجاهل النزاعات التي تنساها وسائل الإعلام أو تحدث بناءً على ضغوط مزمنة بدلاً من أزمات مفاجئة. يرى هنري كيسنجر مثلًا أن ممارسة بيل كلينتون للتدخل الإنساني كانت غير متسقة بشكل كبير. شنت الولايات المتحدة حملتين عسكريتين ضد صربيا بينما تجاهلت المذابح الأكثر انتشارًا في رواندا، مبررة الهجوم الروسي على الشيشان، وترحيبها بالمسؤول العسكري الثاني، أي الحكومة الشيوعية لكوريا الشمالية، من بين منتهكي حقوق الإنسان القاسيين والمعترف بهم على نطاق واسع.
جادل المشككون أيضًا في أن التدخل الإنساني قد يكون له عواقب وخيمة. يدعي كاستان بينوس أن التدخلات «الإنسانية» تولد العديد من الآثار الجانبية، بما في ذلك وفيات المدنيين، وتفاقم الصراع، وانتشار العنف إلى المناطق المجاورة وانعدام الثقة المتبادل بين القوى العظمى.
دافع جيريمي وينشتاين، أستاذ العلوم السياسية في جامعة ستانفورد، عن «التعافي المستقل»، وذلك على الرغم من ارتفاع عدد الوفيات بين المدنيين عند عدم وضع حد للعنف بين الجماعات المتمردة، يمكن للمنتصرين في نهاية المطاف تطوير المؤسسات وتحديد شروط حكمهم بطريقة ذاتية الإنفاذ. يقلل مثل هذا التطبيق الذاتي من خطر عودة الدولة مرة أخرى إلى العنف.
يجادل انتقاد آخر بأن التدخل الإنساني تألف تاريخيًا في المقام الأول من الإجراءات الموجهة من قبل ما يسمى بالولايات الشمالية، وذلك في إطار الشؤون الداخلية لما يسمى بالدول الجنوبية، وأدى أيضًا إلى توجيه العديد من الدول غير الغربية بعض الانتقادات. يجادل هؤلاء النقاد بأن معيار عدم التدخل وأولوية المساواة في السيادة أمر ما يزال يعتز به الغالبية العظمى من الدول، التي لا ترى التدخل الإنساني على أنه وعي متزايد بحقوق الإنسان، بل تراجعًا إلى الالتزام الانتقائي بالسيادة في عالم ما قبل ميثاق الأمم المتحدة. أُدين «ما سُمي بحق التدخل الإنساني» أثناء قمة هافانا لمجموعة السبع والسبعين في عام 2000، وذلك بسبب عدم وجود أساس له في القانون الدولي. كتب تشومسكي في نقده أيضًا أن «التدخل الإنساني يذهب في اتجاه واحد فقط، أي من القوي إلى الضعيف»، ويدين ما أسماه استهداف مفهوم السيادة الوطنية من قبل المتدخلين الإنسانيين، وذلك بحجة أن الهدف الأساسي للسيادة الوطنية هو منح الدول الضعيفة حماية جزئية ضد الدول القوية؛ وأن حماية السيادة الوطنية بموجب القانون الدولي توقف الصراعات الداخلية في الدول الضعيفة التي تستغلها الدول القوية.

## أمثلة عن التدخل العسكري الإنساني
تتضمن بعض الأمثلة المحتملة عن التدخلات الإنسانية السابقة ما يلي:
- قصف الجزائر (1816).
- التدخل الروسي والبريطاني والفرنسي ضد السلطنة العثمانية في حرب الاستقلال اليونانية (1824).
- الحملة الفرنسية على سوريا (1860 – 1861).
- التدخل الروسي ضد السلطنة العثمانية في بلغاريا (1877).
- الحرب الإسبانية الأميركية (1898).
- احتلال الولايات المتحدة الأميركية لهاييتي (1915).
- عملية الولايات المتحدة في الكونغو (1964).
- تدخل الولايات المتحدة في جمهورية الدومينيك (1965).
- تدخل الهند في شرق باكستان (1971).
- تدخل فيتنام في كمبوديا (1978).
- الحرب الأوغندية التنزانية (1979).
- عملية توفير الراحة (العراق، 1991).
- الوحدة الحربية الموحدة (الصومال، 1992).
- عملية الحفاظ على الديمقراطية (هايتي، 1994).
- مهمة الأمم المتحدة لمساعدة رواندا UNAMIR (رواندا، 1994).
- إدارة الأمم المتحدة الانتقالية في تيمور الشرقية UNTAET (تيمور الشرقية، 1999).
- قصف حلف شمال الأطلسي (ناتو) ليوغوسلافيا (1999).
- التدخل العسكري البريطاني في الحرب الأهلية في سيرا ليون (2000).
- التدخل العسكري للتحالف الدولي في ليبيا (2011).
- التدخل العسكري ضد تنظيم الدولة الإسلامية في العراق والشام (داعش) (2014 – حتى اليوم).[29]

أشار بعض الأكاديميين إلى هذه الحالات باعتبارها تدخلات إنسانية، إلا أن هذا الأمر في بعض الحالات يكون مجرد تصنيف لاحق لمجموعة من الأعمال التي حدثت نتيجة مجموعة من الدوافع، مثل احتلال فيتنام لكمبوديا على سبيل المثال، والذي بُرّر في ذلك الوقت على أنه نشاط في سياق الدفاع عن النفس وليس لدوافع متعلقة بحقوق الإنسان، ولم يُصنف كمثال محتمل للتدخل العسكري الإنساني إلا بعد مرور فترة من الزمن.